# Bianca Heinicke
Bianca Claßen, née Heinicke, née le 6 février 1993, plus connue sous son nom de chaîne YouTube « BibisBeautyPalace » , est une vidéaste allemande de mode et de beauté.
En août 2021, elle compte plus de 5,9 millions d’abonnés sur YouTube,.

## Carrière

### 2012 et 2013: Début
Claßen a commencé à faire ses vidéos en décembre 2012, gagnant ses 500 premiers abonnés en moins de deux mois. Ses vidéos se concentrent sur les cheveux, le maquillage, la mode, les voyages, le style de vie et les défis.

### 2014: Avancées
Bianca Heinicke en 2014, signant des cartes de signature pour assister aux fans lors de l’événement Colourgne VideoDays.
En 2014, elle a remporté un prix dans la catégorie Beauté, Mode et Style de vie aux Google Play Awards.
En 2017, elle avait la quatrième chaîne YouTube la plus populaire en Allemagne[réf. souhaitée].

### 2015 et 2016
En mai 2015, elle lance sa propre marque de cosmétiques baptisée Bilou, acronyme de « Bibi loves you ».
Au fil du temps, la variété de ses produits cosmétiques, à savoir les saveurs de ses shampooings,a augmenté.
En octobre 2015, en coopération avec l’allemand Telekom et Sony Mobile, une variante personnalisée du téléphone mobile Sony Xperia M4 Aqua a été lancée en Allemagne, connue sous le nom d’édition Bibi-Phone. Il se différencie de l’original avec une photo du visage de Bianca et sa signature imprimée sur la couverture arrière de l’appareil, ainsi que des images de papier peint et des sonneriessupplémentaires.
En mars 2016, sa chaîne a dépassé les trois millions d’abonnés.

### 2017
Au début de l’année, sa chaîne a dépassé la chaîne Gronkh d’Erik Range et a revendiqué la place de chaîne YouTube de langue allemande la plus abonnée dans un délai de plus en plus prévisible. Une campagne visant à maintenir la place de ce dernier a gagné du terrain sur les médias sociaux sous le hashtag #AbonniertGronkhDeabonniertBibi (« s’abonner à Gronkh, se désabonner de Bibi »),retardant légèrement la dépassement,.
En mai 2017, Bianca Claßen sort sa première chanson sous le surnom de Bibi H., intitulée How It Is (Wap Bap...). Quelques jours après sa sortie, la vidéo de la chanson est devenue la onzième vidéo la plus détestée sur YouTube, et la vidéo la plus détestée sur n’importe quelle chaîne YouTube allemande, dépassant les multiples vidéos les plus votées par « ApoRed » en quelques heures.
En novembre 2017, le deuxième jour opérationnel de son smartphone iPhone X, elle a remarqué un pixel défectueux sur son panneau d’affichage. Elle a tenté de créer une capture d’écran de ce défaut matériel, en la partageant sur Twitter. L’incident est devenu viral avec des réponses l’éduquant sur la façon dont une capture d’écran logicielle est incapable de capturer les défauts du panneau matériel,.

### 2019
En janvier 2019, le couple a réagi à des vidéos de faible nombre de vues, y compris un rechargement d’une publicité téléphonique perdue de 2015 la concernant, publiée quelques heures avant l’enregistrement, et un homme parodiant leurs photos de grossesse.

## Vie personnelle
Bianca a grandi à Cologne, en Rhénanie-du-Nord-Westphalie, en Allemagne. Après avoir reçu son Abitur, elle est allée à l’université pour étudier les sciences sociales, mais l’a ensuite quittée afin de se concentrer sur la réalisation de vidéos YouTube.
Elle est mariée au vidéaste web allemand Julian Claßen, surnommé « Julienco ».
Leur relation est souvent surnommée en utilisant le mot-valise créé par la communauté « Julianca », un mélange de leurs deux prénoms.
Le 12 mai 2018, elle a annoncé sa grossesse à travers un film cinématographique de trois minutes produit professionnellement qui a accumulé 7,67 millions de vues au 11 octobre 2019.
Elle a donné naissance à son fils le 4 octobre 2018, nommé Lio. Elle a annoncé plus tard qu’elle était enceinte de leur deuxième enfant, une fille. Le 20 mars 2020, elle a donné naissance à sa fille Emily.
En mai 2022 la séparation de Bianca et Julian est annoncée publiquement.